# Sunflower (Neoton-album)
A Sunflower a Neoton Família Napraforgó c. 1979-es albumának angol változata. Külföldön teljesen más borítóval jelent meg, mint itthon. CD-n nem adták ki.
A mexikói változaton a dalcímek spanyol nyelvűek. Több változatnál a dalcímek sorrendje eltér.

## Megjelenések
| Ország        | Formátum | Sorszám      | Kiadó      | Év   |
| ------------- | -------- | ------------ | ---------- | ---- |
| Magyarország  | LP       | SLPR-701     | Pepita     | 1980 |
| Mexikó        | LP       | LP-16-1-3026 | Orfeon     | 1980 |
| Kolumbia      | LP       | OBS-E- 25230 | Orbe       | 1980 |
| Japán         | LP       | RVP-6466     | RCA        | 1980 |
| Spanyolország | LP       | 17.1590/9    | Movieplay  | 1980 |
| Görögország   | LP       | SMB 40097    | Music-Box  | 1980 |
| Németország   | LP       | 47953        | Marifon    | 1980 |
| Németország   | MC       | 48953        | Marifon    | 1980 |
| Dánia         | LP       | RALP6050     | RA Records | 1981 |
| Brazília      | LP       | 104.8186     | RCA Victor | 1981 |
| Dél-Korea     | LP       | HSL 1011     | Bond       | 1983 |

- Disco Story
- Easy-Breezy
- Lord Of The Mountain
- Seeing Is Believing
- Hot Headed Girl
- Santa Maria
- Needing Someone
- Discokece
- Voodoo-Girl
- Mad For Love